# Hup
La llengua hup (també anomenada Hupdë, Hupdá, Hupdé, Hupdá Makú, Jupdá, Makú, Makú-Hupdá, Makú De, Hupda, i Jupde) és una de les quatre llengües nadahup. És parlada pels hupda. poble indígena que viu a la frontera entre el Brasil i Colòmbia, a l'estat de l'Amazones (Brasil). Hi ha aproximadament 1.500 parlants de hup. Des del 2005, segons Epps, el hup no està en perill seriós, tot i que el nombre real de parlants és escàs, tots els nens hupda aprenen el hup com a primera llengua. Registra tres dialectes: menaidã (oriental o abajeño), central i, poraidã (occidental o arribeño). Comparteix el 90 per cent del vocabulari amb la llengua dels yuhup, que habiten entre els rius Tiquié, Taraira i Apaporis.

## Història
Tot i que el seu territori va ser objecte de transferències forçades al llarg dels segles XVII i XVIII, a causa del seu aïllament, els haduhup van ser dels menys afectats, ja que estaven protegits per la geografia de la seva terra. També van ser objectiu de diverses missions catòliques, tot i que finalment van fracassar, ja que els naduhup es van negar a enviar els seus fills a centres educatius catòlics.
El contacte amb els tucanos, també coneguts com els indis del riu, que viuen al llarg dels rius en lloc dels boscos, ha afectat significativament el naduhup, tant a nivell cultural com lingüístic. Des d'abans del contacte europeu, els naduhup i els tukanos es dedicaven al comerç, els naduhup proporcionaven mà d'obra i caçaven carns i els tucanos proporcionaven béns agrícoles. No obstant això, els naduhup són considerats inferiors pels tucanos, a causa de les seves diferències lingüístiques i de vida. A causa d’aquesta desigualtat, la majoria dels naduhupians poden entendre i/o parlar tucano, tot i que és el contrari: molt pocs tucanos parlen hup.

## Perfil lingüístic
Hi ha disponibles relativament pocs materials lingüístics d'hup, a causa de l'aïllament dels hupda. El 1955 (Giacone) i 1993 (Erickson i Erickson) es van establir llistes de vocabulari i diccionaris incomplets. La gramàtica descriptiva més completa del hup, "A Grammar of Hup", va ser escrita per Patience Epps el 2005, es va actualitzar el 2008 i descriu la fonologia del hup, parts del discurs, morfologia, aspecte, temps, modalitat, entre moltes altres. característiques.
Hup és un dels quatre idiomes de la família Naduhup (Makú). Tot i que makú és el terme més utilitzat per referir-se a aquesta família de llengües, hi ha controvèrsia sobre el seu ús, ja que també és una insurrecció ètnica, que es tradueix per "sense llengua", usada pels tukanoans cap al Naduhup. No hi ha hagut consens sobre un terme de substitució, tot i que Epps va proposar "Naduhup", que combina els noms dels quatre membres de la família lingüística - nadëb, dâw, hup, i Yuhup.

## Descripció lingüística
El jupda és una llengua aglutinant, en la qual la composició amb l'arrel es fa amb marques posteriors o sufixs. Els substantius presenten marques d'aspecte, modalitat i cas (nominatiu, acusatiu, locatiu, comitatiu, instrumental, temporal, genitiu).
La classificació és molt sensible al caràcter humà, animat o inanimat dels noms, que a més poden ser "subordinats" o "inaienables", quan s'esmenten únicament lligats a un posseïdor, com és el cas dels termes de parentiu o les parts del cos dels animals o plantes, o "lliures" si es poden esmentar independentment d'un altre nom.
L'ordre de l'oració és subjecte - objecte - verb, sent flexible l'ordenació entre el subjecte i l'objecte, però
immodificable la posició final del verb.

## Fonologia

### Vocals
|         | Anteriors | Centrals | Posteriors |
| ------- | --------- | -------- | ---------- |
| Tancada | i ĩ       | ɨ ĩ      | o ũ        |
| Mitjana | e ẽ       | ə ə̃      | o õ        |
| Oberta  | æ æ̃       | a ã      | ɔ ɔ̃        |

Són nou vocals orals i nou nasals. L'anterior tancada /i/ es realitza al final del morfema, com a semivocal aproximante palatal [j].

### Consonants
|                           | labial  | alveolar | palatal | velar   | glotal |
| obstruents sordes         | p       | t        | c (č)   | k       | ʔ (')  |
| obstruents sonores        | b       | d        | ɟ (y)   | g       |        |
| obstruents glotalitzades  | bʼ (pʼ) | dʼ (tʼ)  | ɟʼ (cʼ) | gʼ (kʼ) |        |
| fricatives sordes         |         |          | ç(yh)   |         | h      |
| aproximants               | w       |          |         |         |        |
| aproximants glotalitzades | wʼ      |          | jʼ      |         |        |

Són 19 consonants. Les oclusives sonores b, d es prenasalizan al començament del morfema (mb, nd) i les mateixes i la g es postnasalizan al final bm, dn, g ŋ i al costat de vocal nasal es realitzen com a nasals m, n, ŋ. la g solament ocorre al final del morfema. Aquests fenòmens de pre, post i nasalització. Si una arrel o síl·laba acabada en d, va seguida d'una altra començada per la mateixa consonant (d geminada), s'uneixen per a realitzar-se com a vibrant ɾ.
L'oclusiva palatal sorda /č/ al començament de la paraula, varia lliurement amb la fricativa palatal ʃ i a vegades amb l'africada ts, o la palatal ti. Entre vocals č es pot realitzar iti. Al final de la paraula es realitza com la palatal alveolar ti.
L'oclusiva alveolar sonora palatal ɟ es realitza al final del morfema com prepalatalizada
postnasalitzada idn. Al començament de la paraula es realitza com a palatal presonorizada di, en ambient oral i com a palatal nasal ɲ o prenasalitzada ni.
La fricativa palatal ih apareix únicament al final del morfema i en contextos nasals es nasaliza. Abans d'un sufix començat per vocal, es gemina ih.hi. La geminació abans dels sufixos és una característica general de les consonants.
Abans de vocal anterior (i, e, æ) l'aproximant bilabial w es realitza com a fricativa bilabial sonora β. En context nasal es realitza nasalitzada.
Les consonants glotalizadas, faringalizan la vocal següent (CʼVʕ). Les oclusives glotalizadas ɟʼ, gʼ es ralizan sordes cʼ, kʼ al començament i al final del morfema; mentre que bʼ, dʼ, es realitzen sordes pʼ, tʼ, al final del morfema i prenasalitzades al començament.